# Look E San FC
Der Look E San Football Club ist ein thailändischer Fußballclub aus der Provinz Nakhon Ratchasima. Der Verein spielt in der vierten Liga, der Thailand Semi-Pro League. Hier tritt der Klub in der Bangkok Metropolitan Region an.

## Namenshistorie
| Jahr | Name                       | Anmerkung   |
| ---- | -------------------------- | ----------- |
| 2002 | Thai Airways FC            | Gründung    |
| 2009 | Thai Airways-Ban Bueng FC  | Umbenennung |
| 2010 | Look E-San Thai Airways FC | Umbenennung |
| 2014 | Pakchong United FC         | Umbenennung |
| 2016 | Look E-San FC              | Umbenennung |

## Erfolge
- Regional League Division 2 – Central East: 2013

## Stadion
Der Verein trägt seine Heimspiele im TOT Stadium Chaeng Watthana, auch als NT Stadium bekannt, im Bezirk Lak Si der Hauptstadt Bangkok aus. Das Stadion hat ein Fassungsvermögen von 5000 Personen.